# Dililì a Parigi
Dililì a Parigi  (Dilili à Paris) è un film d'animazione del 2018 scritto e diretto da Michel Ocelot.

## Trama
L'orfana Dililì è una bambina franco-canaca che lavora in un villaggio canaco ricostruito in un giardino pubblico parigino. Un giorno, il giovane corriere Orel la va a trovare e si fa raccontare la sua storia: Dililì, veniva discriminata nel suo villaggio d'origine perché ha la pelle chiara essendo di etnia mista, ed è stata educata alla lingua e alle buone maniere dall'istitutrice Louise Michel; a Parigi, invece, viene rimproverata perché ha la pelle più scura. Orel si offre di portarla in giro a bordo della sua tricicletta mentre effettua le consegne, entusiasmando la bambina, la quale d'ora in poi annota nel suo quaderno i nomi delle celebrità che incontra di volta in volta, e che le forniscono le idee per i lavori che le piacerebbe fare da grande. Durante il viaggio Dililì decide di indagare sulle recenti e numerose sparizioni di bambine causate dai Maschi Maestri, che "firmano" i loro crimini con un biglietto con su scritto «I Maschi Maestri raddrizzeranno Parigi!». La stessa Dililì per poco non subisce la stessa sorte, salvata in tempo da Orel.
L'indagine conduce i due al Mulino del Diavolo di Montparnasse: subito oltre il recinto, vengono attaccati da un mastino con la rabbia che morde Orel a una caviglia e rischia di contagiarlo. Dililì si mette alla guida della tricicletta fino all'Istituto Pasteur, dove Louis Pasteur cura Orel con successo e dà loro alcune indicazioni. Incontrano la cantante lirica Emma Calvé, amica di Orel, che li conduce al Bateau-Lavoir, un edificio che ospita numerosi artisti e dove apprendono che i banditi presenziano regolarmente agli spettacoli del Moulin Rouge confondendosi tra gli spettatori; Dililì ne individua due e, sotto un tavolino, ascoltandoli parlare, viene a sapere che stanno progettando di rapinare una gioielleria con un armamentario che si trova alla "porta dell'inferno".
Il pittore Henri de Toulouse-Lautrec accompagna Dililì e Orel a un bar, dove il giovane nota la presenza dell'uomo che aveva cercato di rapire Dililì; quest'ultima spia la sua conversazione con un suo complice. La ragazzina e Orel scoprono che la "porta dell'inferno", è anche il nome di una scultura di Auguste Rodin. Dopo che Dililì rischia nuovamente di essere rapita, insieme a Orel riesce a far arrestare due Maschi Maestri che hanno appena rubato dei gioielli. Il principe del Galles ne rimane favorevolmente impressionato, e la notizia della cattura esce sui giornali rendendo Dililì persona nota.
Improvvisamente, Lebeuf l'autista di Emma, avvicinato da un Maschio Maestro con la promessa di condizioni migliori, prende e rapisce Dililì. Quando Lebeuf giunge al cospetto del capo dei Maschi Maestri e gli chiede il perché dei rapimenti, il capo risponde che ciò viene fatto «per salvare il mondo», che «le leggi naturali di Parigi sono state vanificate dalle donne che hanno preso il potere», e che per interrompere questo «squallido abominio» è necessario appunto rapire le bambine; le donne adulte già rapite vengono da lui chiamate «quattro zampe», quindi si è passati alle bambine, poiché più docili e "addestrabili". Scandalizzato, Lebeuf capisce il suo errore, si pente e rivela tutto a Emma e Orel.
Grazie a degli appunti di Dililì trovati in acqua, i tre entrano nelle fogne (utili ai Maschi Maestri per apparire e scomparire molto velocemente) sottostanti all'Opéra Garnier, e da un buco osservano le bambine rapite mentre vengono costrette a muoversi a quattro zampe e vestite completamente di nero: Dililì si rifiuta però di continuare e si tuffa in acqua, e una volta che viene ritrovata e portata a casa di Emma dai tre, racconta loro ciò che ha vissuto e suggerisce di fare scappare le ragazzine attraverso una ciminiera. Orel propone di chiamare il pioniere dell'aviazione Alberto Santos-Dumont per usare un dirigibile, poi porta Lebeuf, Emma e Dililì a casa sua, dalla quale vedono la stanza del prefetto della polizia, che insieme ai suoi collaboratori appartiene alla setta dei Maschi Maestri. Il gruppo non può quindi contare sulle autorità, poiché in buona parte corrotte.
Tornati all'Opéra Garnier, incontrano l'attrice Sarah Bernhardt, che li accoglie nella sua lussuosa residenza. Viene quindi deciso che le bambine saranno liberate grazie a un dirigibile azionato da pedali ideato da Santos-Dumont e fabbricato dal barone Ferdinand von Zeppelin. Il piano funziona come previsto, e le ragazze salgono su per la ciminiera grazie a una scala di corde; il dirigibile vola verso la Torre Eiffel e il Campo di Marte, dove Emma canta una melodia in onore della bambine, che ritrovano i loro genitori, e Dililì. Tutti i Maschi Maestri vengono arrestati, e Lebeuf si sposa con una donna che era stata loro prigioniera.

## Colonna sonora

### Canzone
1. Le soleil et la pluie – 2:19
Cantata da Prunelle Charles-Ambron, Enzo Ratsito e Natalie Dessay

La versione italiana della canzone, intitolata Il sole e la pioggia, è adattata da Giorgio Bassanelli Bisbal e cantata da Chiara Fabiano, Alberto Franco e Chiara Colizzi.

### Tracce strumentali
Le tracce strumentali sono state composte da Gabriel Yared.
1. Ouverture – 1:52
2. Découverte de Paris – 2:13
3. Vers Montmartre – 1:31
4. Le joueur d'orgue de barbarie – 2:05
5. Les miséreux – 2:01
6. Périple parisien – 0:59
7. Le moulin du diable – 2:34
8. La grande descente – 1:03
9. En route vers Rodin – 0:55
10. Camille Claudel – 1:27
11. Le vieux deguisé – 1:05
12. Sarah Bernhardt – 0:44
13. Promenade du Leopard – 1:05
14. Ascension de la tour Eiffe – 1:34
15. Les deux Mâles-Maitres – 1:45
16. À l'Opéra – 2:13
17. Flashback – 1:17
18. Dilili et Marie Curie – 0:58
19. Chez les Mâles-Maitres – 3:31
20. Idée de ballon – 1:22
21. À la recherche de Dilili – 2:39
22. Paris nocturne – 2:16
23. Voyage en ballon – 1:43
24. Libération – 2:15
25. Introduction à la victoire – 1:42
26. Chanson victoire – 0:34
27. Dans le ciel – 0:59
28. La cantate – 1:50
29. Le soleil et la pluie – 2:19
30. À la prochaine aventure – 2:55

## Distribuzione
In Francia la pellicola è stata presentata l'11 giugno 2018 al Festival internazionale del film d'animazione di Annecy e distribuita nei cinema dal 10 ottobre successivo.
In Italia il film è stata distribuita da Movies Inspired e BiM Distribuzione dal 24 aprile 2019, con i dialoghi e la direzione del doppiaggio (effettuato presso la CDR, s.r.l.) curati da Giorgio Bassanelli Bisbal; lo stesso Michel Ocelot ha supervisionato e lodato il doppiaggio.

## Riconoscimenti
- 2018 - Sitges - Festival internazionale del cinema fantastico della Catalogna
  - Candidatura per il miglior film d'animazione
- 2019 - Premio Lumière
  - Miglior film d'animazione[7]
- 2019 - Premio César
  - Miglior film d'animazione[8]
- 2019 - Shanghai International Film Festival
  - Candidatura al miglior film d'animazione[9]

Inoltre il personaggio di Dililì è stato premiato dalla sezione francese dell'UNICEF per i valori difesi nel film, come la lotta per l'emancipazione delle ragazze e l'uguaglianza di genere.